# Городновско језеро
Городновско или Городно (рус. Городновское; Городно) слатководно је ледничко језеро у источном делу Псковске области, на западу европског дела Руске Федерације. Налази се у северном делу Дедовичког рејона, на подручју моренског Судомског побрђа. Кроз језеро протиче река Уза преко које је повезано са сливом Шелоња, односно са басеном реке Нева и Балтичким морем.
Акваторија језера обухвата површину од 3,3 км². На језеру се налазе и једно мање острво површине свега 1,6 хектара. Максималнаа дубина језера је 11 метара, просечна око 4,7 метара. На обалама језера налазе се села Городно, Горушко и Кривково.
Обале језера су доста ниске и замочварене, дно је прекривено песком и муљем. Богато је рибом.